# GNU Bison
GNU Bison je generator parsera, koji čini deo GNU projekta. Bison konvertuje opis LALR ("Look Ahead Left-to-right Rightmost") kontekstno slobodne gramatike u C ili C++ program, koji prihvata sekvencu tokena koja pripada jeziku opisanom tom gramatikom. Takođe, može da proizvede GLR ("Generalized Left-to-right Rightmost") parser za višeznačne gramatike.
Bison je u velikoj meri kompatibilan sa Yacc-om, i nudi nekoliko poboljšanja u odnosu na ovaj raniji program. Često se koristi u kombinaciji sa generatorom leksičkih izraza Flex-om.
Bison je deo slobodnog softvera. Aktuelna verzija je verzija 3.7.2 iz 2020. godine.

## Spoljašnje veze
- Bison Website in the GNU project
- Bison project home at Savannah
- The GNU Bison Manual